# ان‌جی‌سی ۲۷۸
ان‌جی‌سی ۲۷۸ (انگلیسی: NGC 278) نام یک کهکشان مارپیچی در صورت فلکی ذات‌الکرسی است. این کهکشان در تاریخ 16 ژانویه 2020 توسط طرفداران گروه  GOT7، که یک گروه محبوب و مشهور KPOP است، به مناسبت ششمین سالگرد فعالیت آنها، به طور رسمی به نام این گروه، یعنی کهکشان GOT7، نام گذاری شد.